# Серваль
Серва́ль (фр. Serval) — коммуна во Франции, находится в регионе Пикардия. Департамент коммуны — Эна. Входит в состав кантона Фер-ан-Тарденуа. Округ коммуны — Суасон.
Код INSEE коммуны — 02715.

## Население
Население коммуны на 2010 год составляло 44 человека.
| 1962 | 1968 | 1975 | 1982 | 1990 | 1999 | 2010 |
| ---- | ---- | ---- | ---- | ---- | ---- | ---- |
| 58   | 69   | 73   | 49   | 39   | 43   | 44   |

## Экономика
В 2010 году среди 25 человек трудоспособного возраста (15—64 лет) 20 были экономически активными, 5 — неактивными (показатель активности — 80,0 %, в 1999 году было 52,2 %). Из 20 активных жителей работали 19 человек (11 мужчин и 8 женщин), безработной была 1 женщина. Среди 5 неактивных 3 человека были учениками или студентами, 1 — пенсионером, 1 был неактивным по другим причинам.